# John Speed

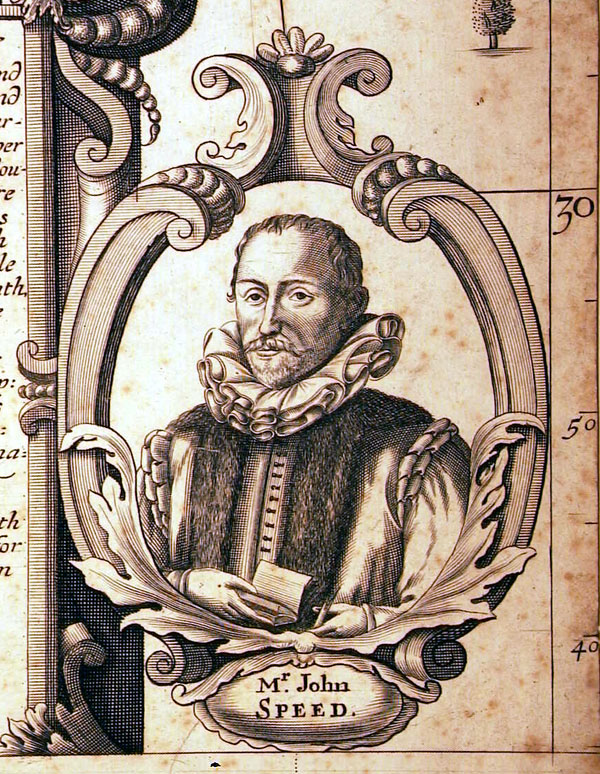
John Speed 1595

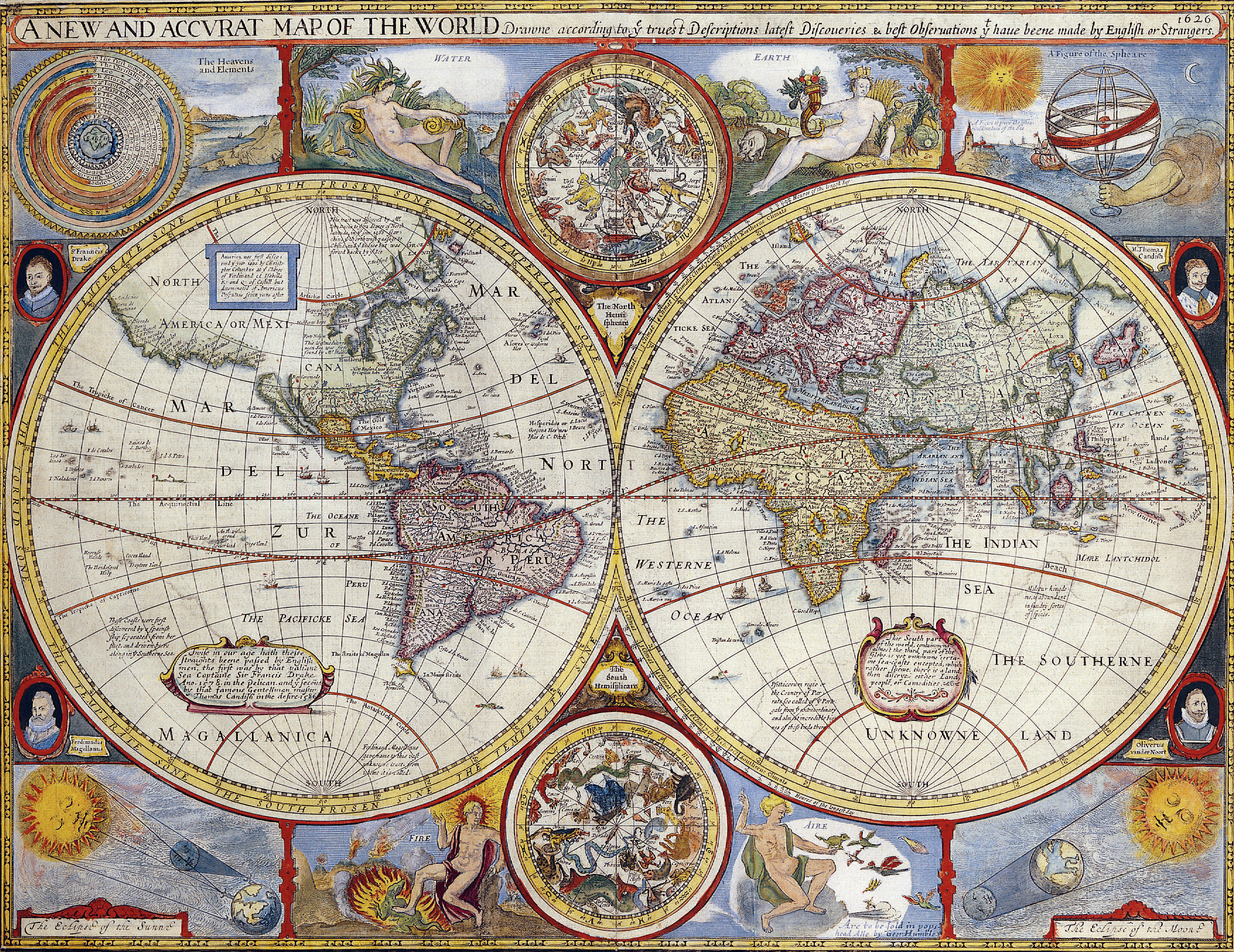
Wereld 1626

John Speed (Farnham, Cheshire, 1551-52 - Londen, 28 juli 1629) was een Engelse historicus en cartograaf.
Oorspronkelijk werkte hij in het kleermakersbedrijf van zijn vader. Deze verhuisde in 1567 naar Londen. In 1572 trouwde John Speed met de Londense Susanna Draper (toen 13 jaar). Het huwelijk leverde onder meer 12 zonen en 6 dochters op.

Door zijn grote kennis van de geschiedenis raakte hij bekend in invloedrijke wetenschappelijke kringen. Hij sloot zich aan bij het Antiquarisch Genootschap, waar hij werd aangemoedigd om onderzoekswerk te doen. Hij werd hiertoe in staat gesteld door een toelage van Sir Fulke Greville. Tevens verwierf hij in 1598 een betrekking en werkruimte in het douanekantoor, zodat hij in zijn levensonderhoud kon voorzien en zijn onderzoekswerk kon voortzetten.
De eerste vermelding van zijn cartografisch werk is een 4 bladige kaart van Canaan uit 1595.
In 1600 leverde hij een set kaarten aan de Merchant Taylors Company.
Hij moet dus toen al begonnen zijn aan de serie kaarten van Engelse graafschappen en steden die zou uitgroeien tot de atlas "The Theatre of the Empire of Great Britaine.
Aan dit werk heeft hij zijn grootste faam te danken.
Aangemoedigd door onder andere William Camden begon hij ook aan het schrijven van zijn Historie of Great Britaine, dat werd uitgegeven in 1611.
Het werk wordt beschouwd als van ondergeschikt belang in vergelijking met zijn cartografische werk.
Zijn atlas in folioformaat: The Theatre etc. verscheen in 1612.
Het bevatte zo'n 64 kaarten van graafschappen in Engeland en Wales, Ierland, Schotland en van enkele eilanden.
De meeste kaarten bevatten ook één, of heel soms twee stadsplattegrondjes van de belangrijkste steden in het afgebeelde gebied..
In veel gevallen was Speed daarmee de eerste die dergelijke plattegronden in gedrukte vorm uitgaf.
Alleen Braun & Hogenberg waren hem in enkele gevallen voor.
De kaarten onderscheiden zich verder door veel oog voor detail en het gebruik van symbolen voor dorpen, steden, bossen, bergen en heuvels.
Ook was er nogal eens een belangrijke historische gebeurtenis ergens aan de rand van het kaartbeeld afgebeeld en werden de kaarten voorzien van wapenschilden van de aldaar wonende en/of heersende families.
Omdat de oorspronkelijke graveur William Rogers in 1604 overleed stelden de uitgevers van de atlas voor dat een aanzienlijk deel van de kaarten in Amsterdam gegraveerd zou worden in het atelier van Judocus Hondius.

De atlas werd zowel ongebonden als gebonden te koop aangeboden. Desgewenst werden de kaarten tegen een meerprijs ingekleurd.
De oplage van de eerste druk wordt geschat op zo'n 500 exemplaren.
In 1616 verscheen een uitgave in het Latijn.
Enkele jaren later, rond 1619 kwam de eerste miniatuur uitgave (oblong octavo, ongeveer 95x130 mm) van het Theatre uit: England, Wales, Scotland and Ireland described. De atlas was grotendeels gegraveerd door Petrus Kaerius.

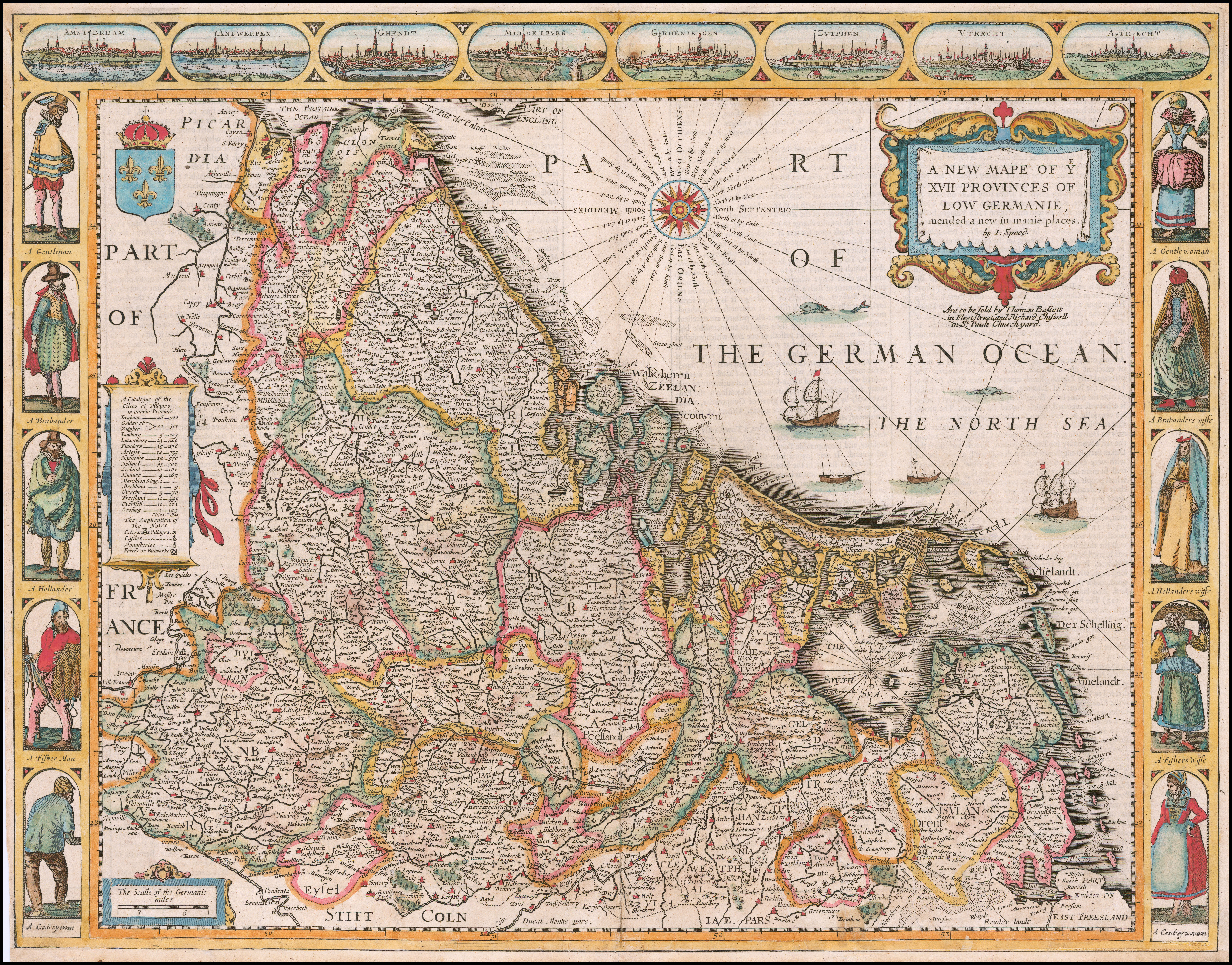
XVII Provincien 1626

Als vervolg op de succesvolle uitgaves van de Theatres verscheen in 1627 het Prospect Of the Most Famous Parts of the World.
Dit was een 22 tot 28 kaarten bevattende wereldatlas.
Ook voor deze atlas werd een beroep gedaan op graveurs uit de omgeving van Hondius.
Sommigen van hen hebben hun kaarten gesigneerd: o.a. Abraham Goos & Dirck Gryp. Veel van de kaarten in deze uitgave waren zogenaamde ´Cartes Figuratíef´, in dit geval werden de rand van de kaart aan de bovenkant opgevuld met stadsgezichten en de randen aan de zijkanten met gekostumeerde figuren. Zie: XVII Provincien 1626 en China 1626.
In 1627 was er ook weer een heruitgave van het Theatre en van het Miniatuur Theatre, deze laatste aangevuld met 23 nieuwe platen van Kaerius.
Van deze boeken bleven herdrukken -soms met bijgewerkte kaarten- verschijnen tot ver in de 18e eeuw.
Susanna, de vrouw van Speed, overlijdt op 28 maart 1628. Een jaar later, op 28 juli, blaast hijzelf zijn laatste adem uit. Volgens de overlevering inmiddels blind en lijdend aan galstenen...
John Speed is begraven in de kerk St Giles-without-Cripplegate in de City of London.
Een heruitgave van zijn atlas verscheen in vier delen in 1953-1954 onder de titel John Speed's England. A Coloured Facsimile of the Maps and Text. Afdrukken van zijn kaarten zijn nog altijd zeer gewild, met name als wandversiering.

## Volledige titel van de 1ste uitgave van het Theatre
The Theatre of the Empire of Great Britaine:
Presenting an exact geography of the Kingdomes of England, Scotland, Ireland, and the Iles adioyning: With the Shires, Hundreds, Cities and Shire-townes, within ye Kingdome of England, divided and described by John Speed. Imprinted at London Anno Cum Privilegio 1611

## Externe links

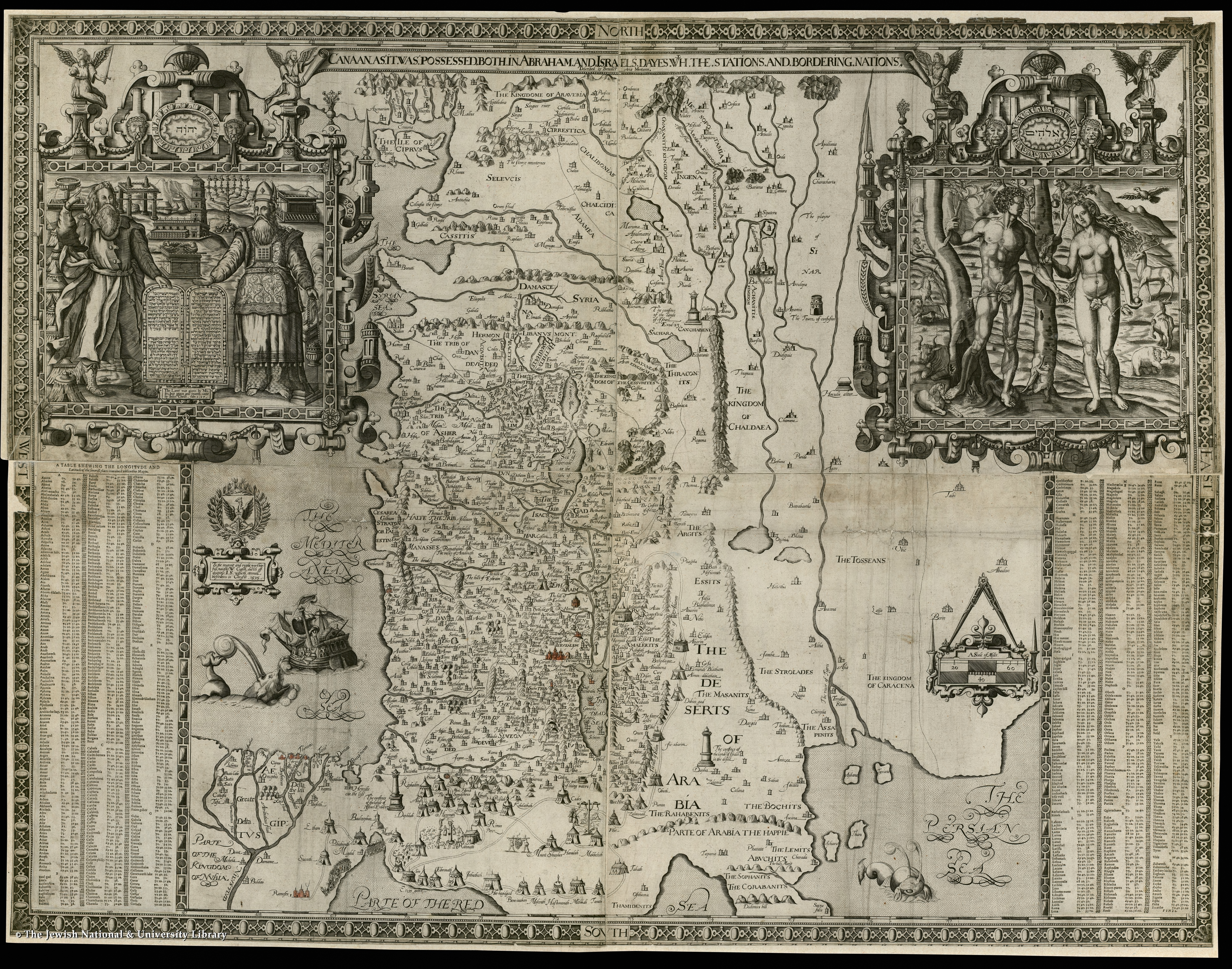
1595 4 bladige kaart van Canaan
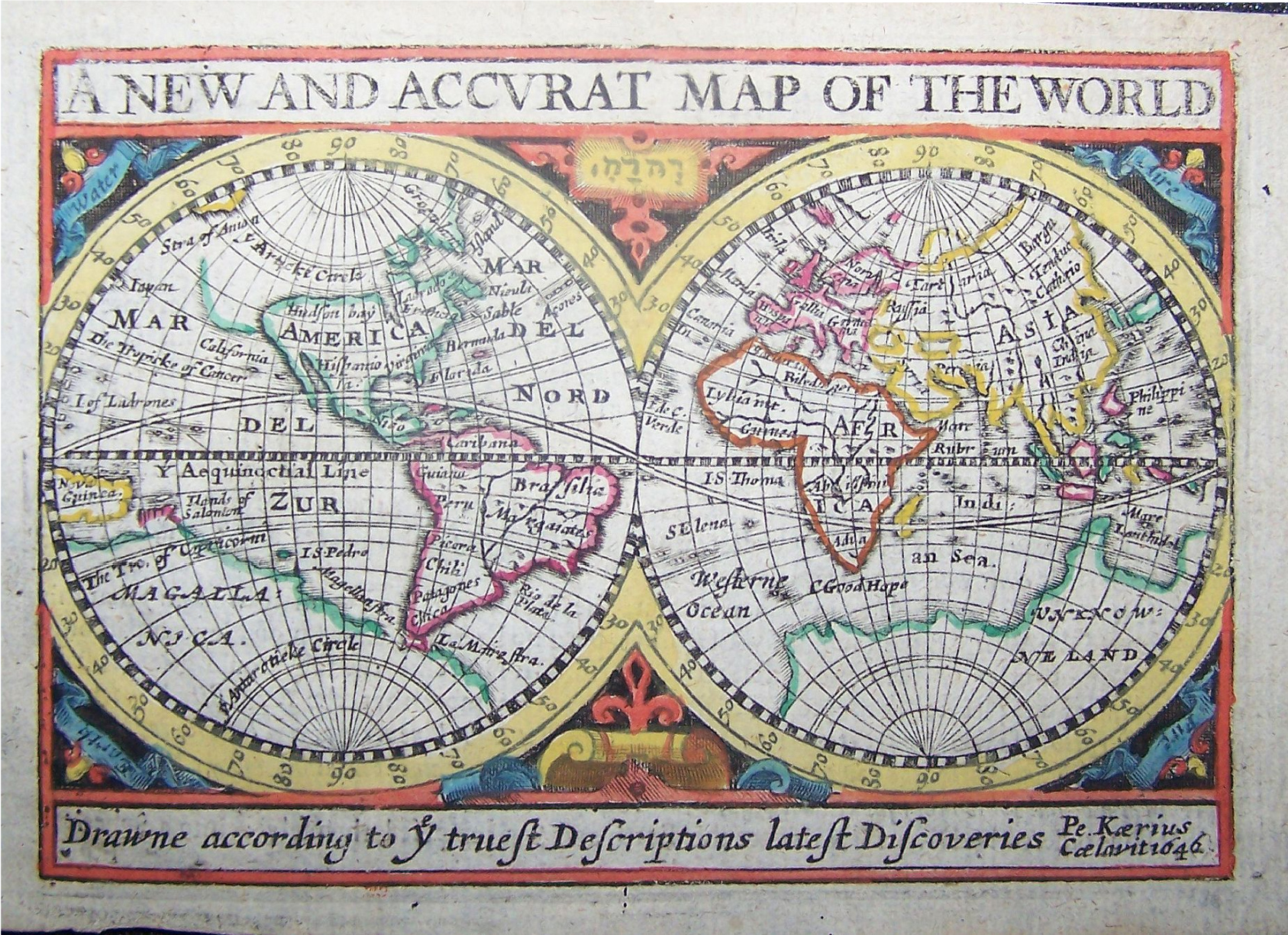
Wereldkaartje, 1646 miniatuur editie
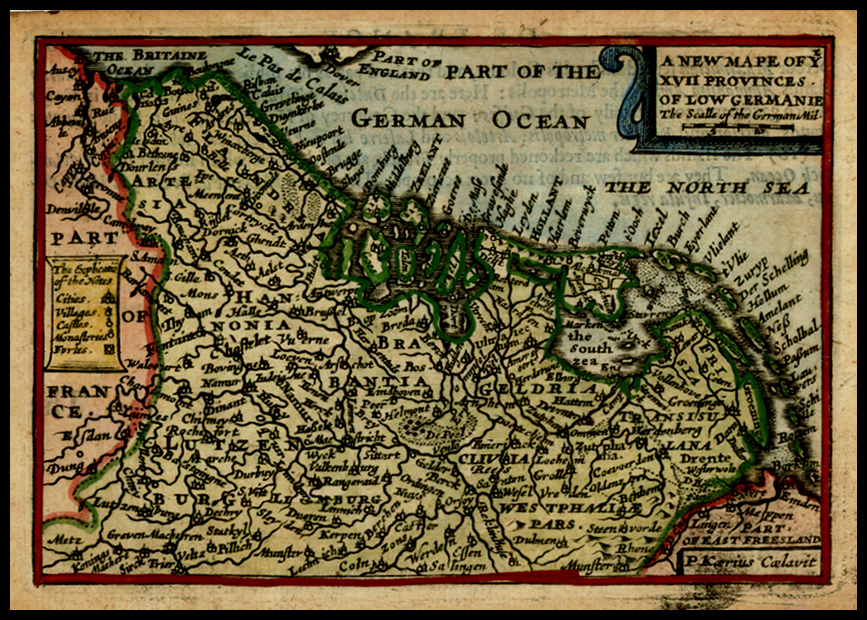
De Nederlanden, 1646 miniatuur editie
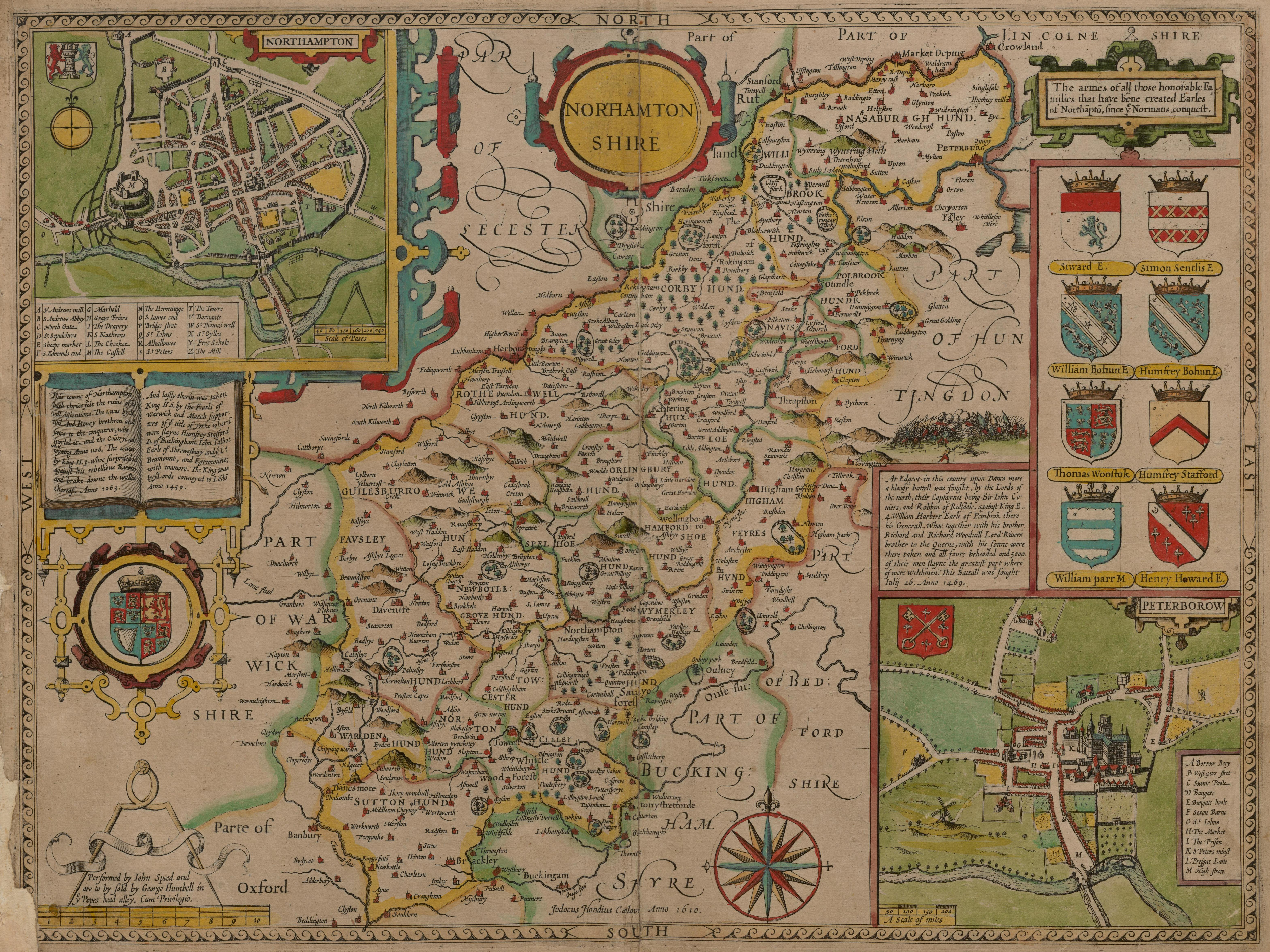
Northamptonshire 1610
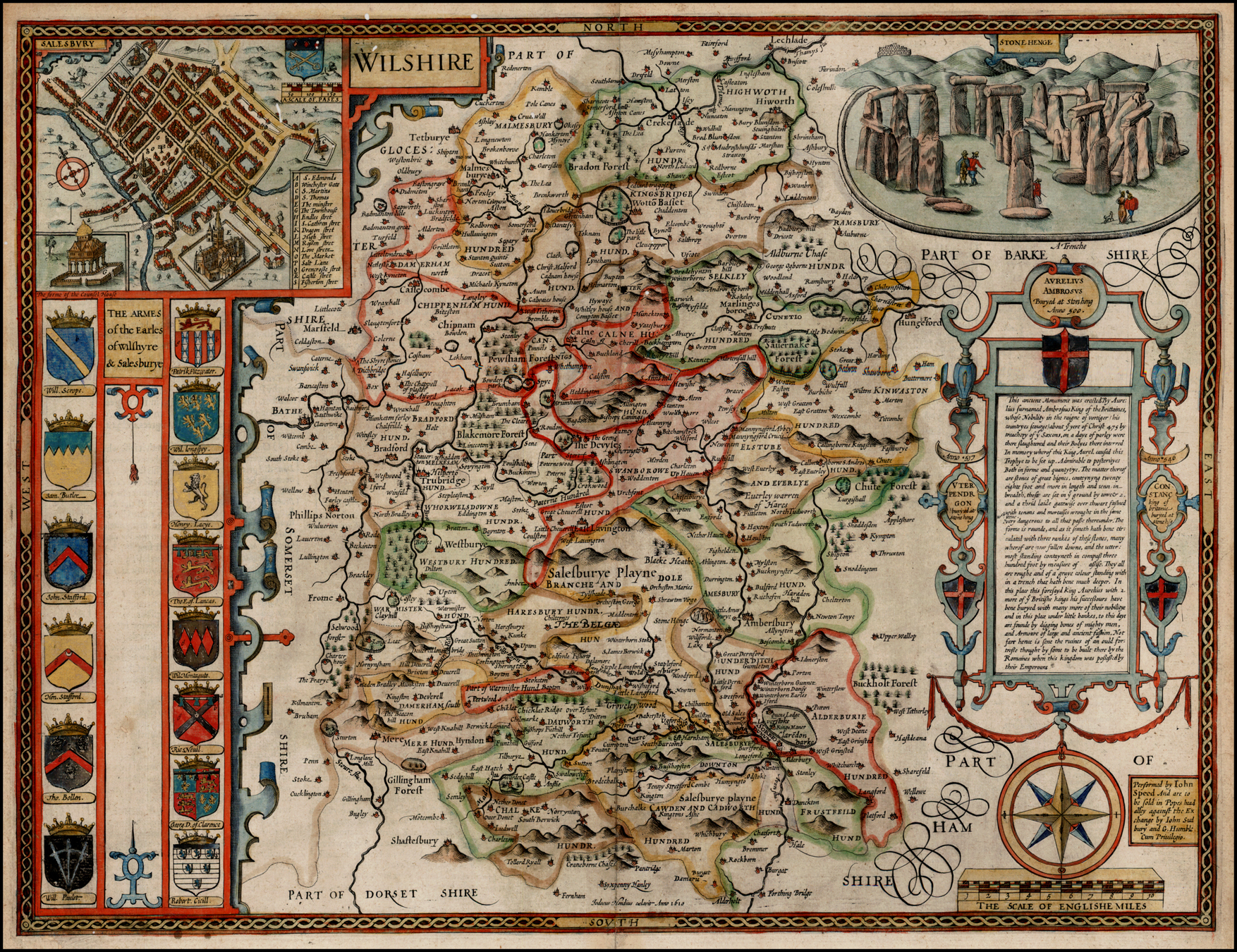
Wiltshire 1610 met een prent van Stonehenge
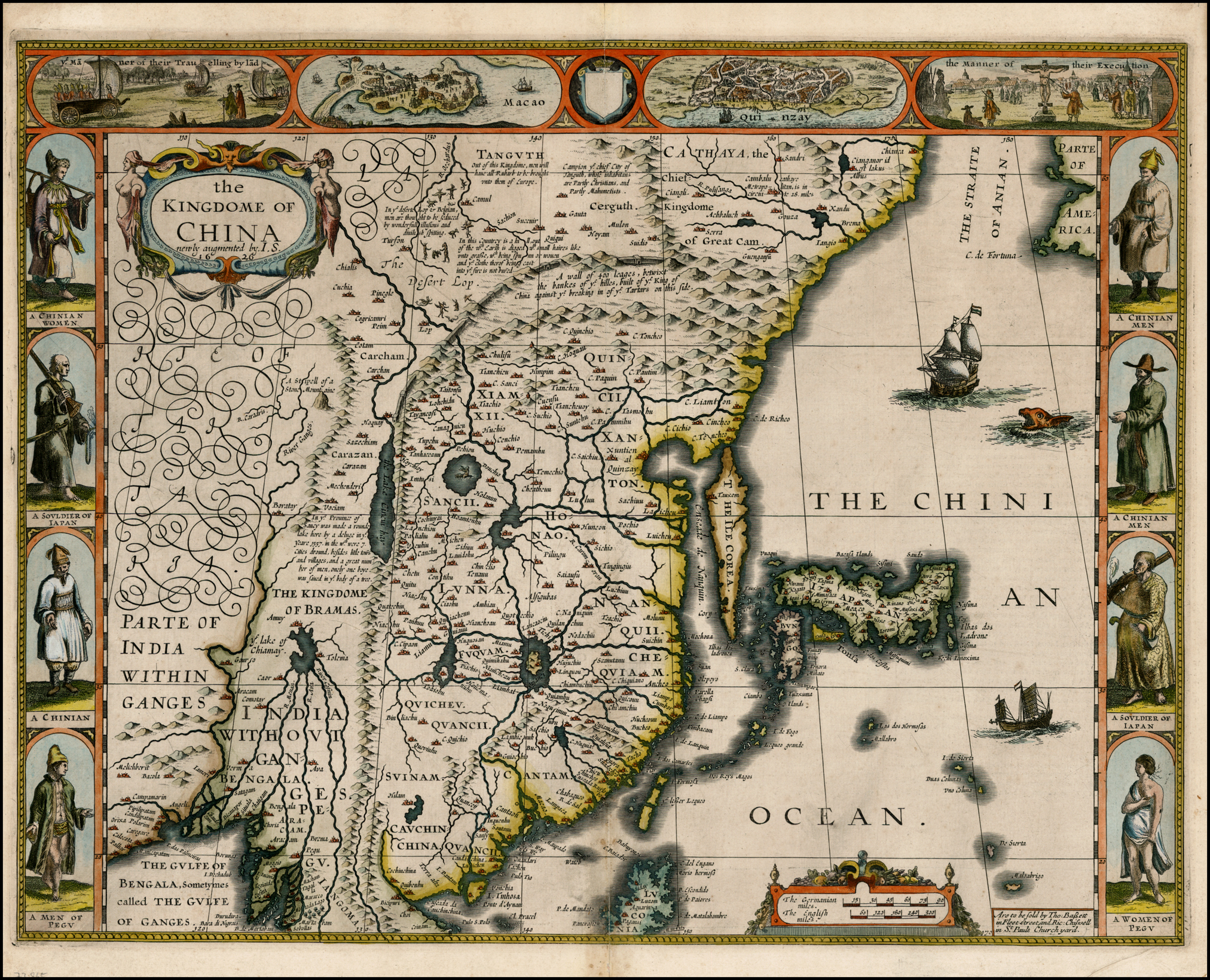
China 1626
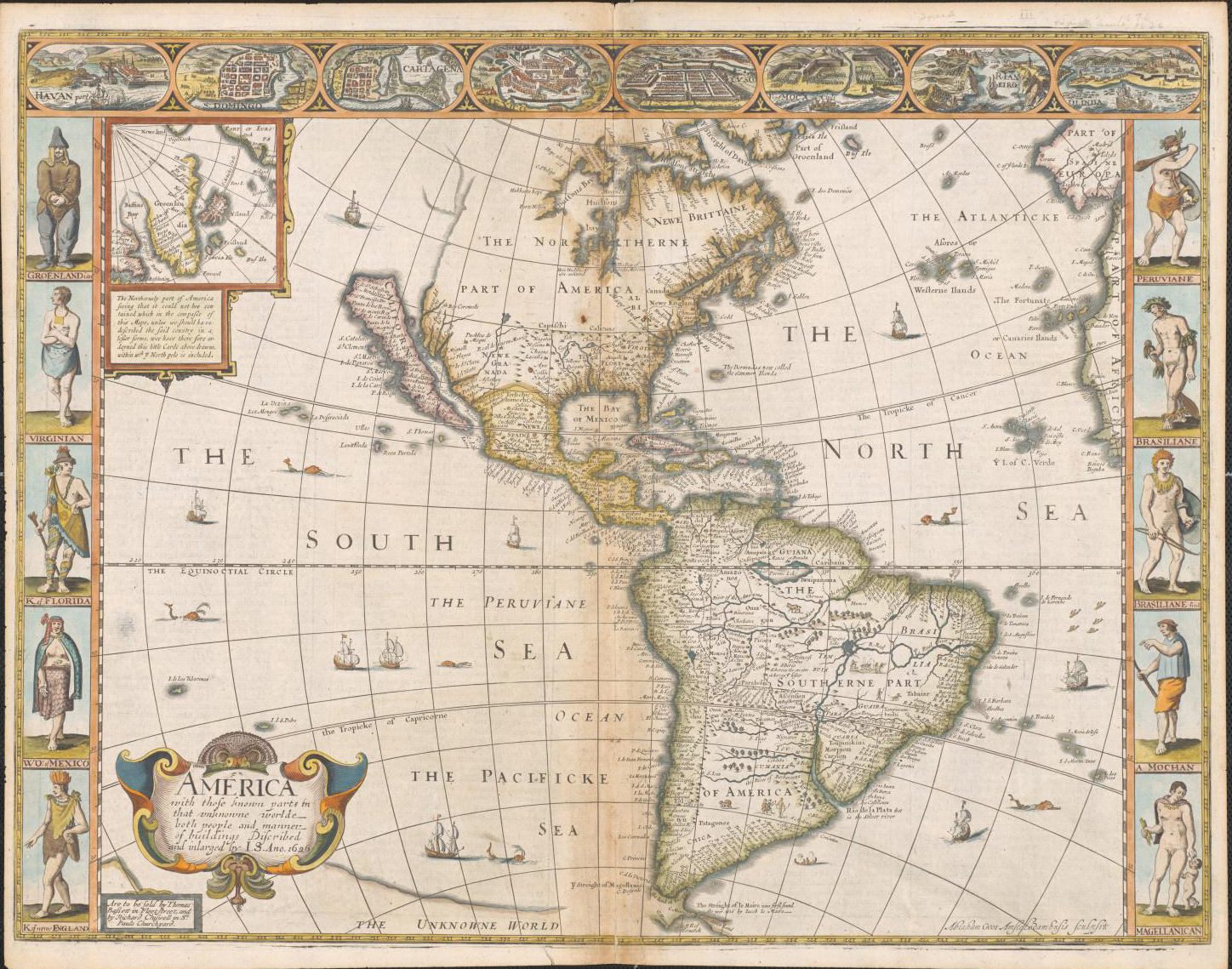
Amerika 1626
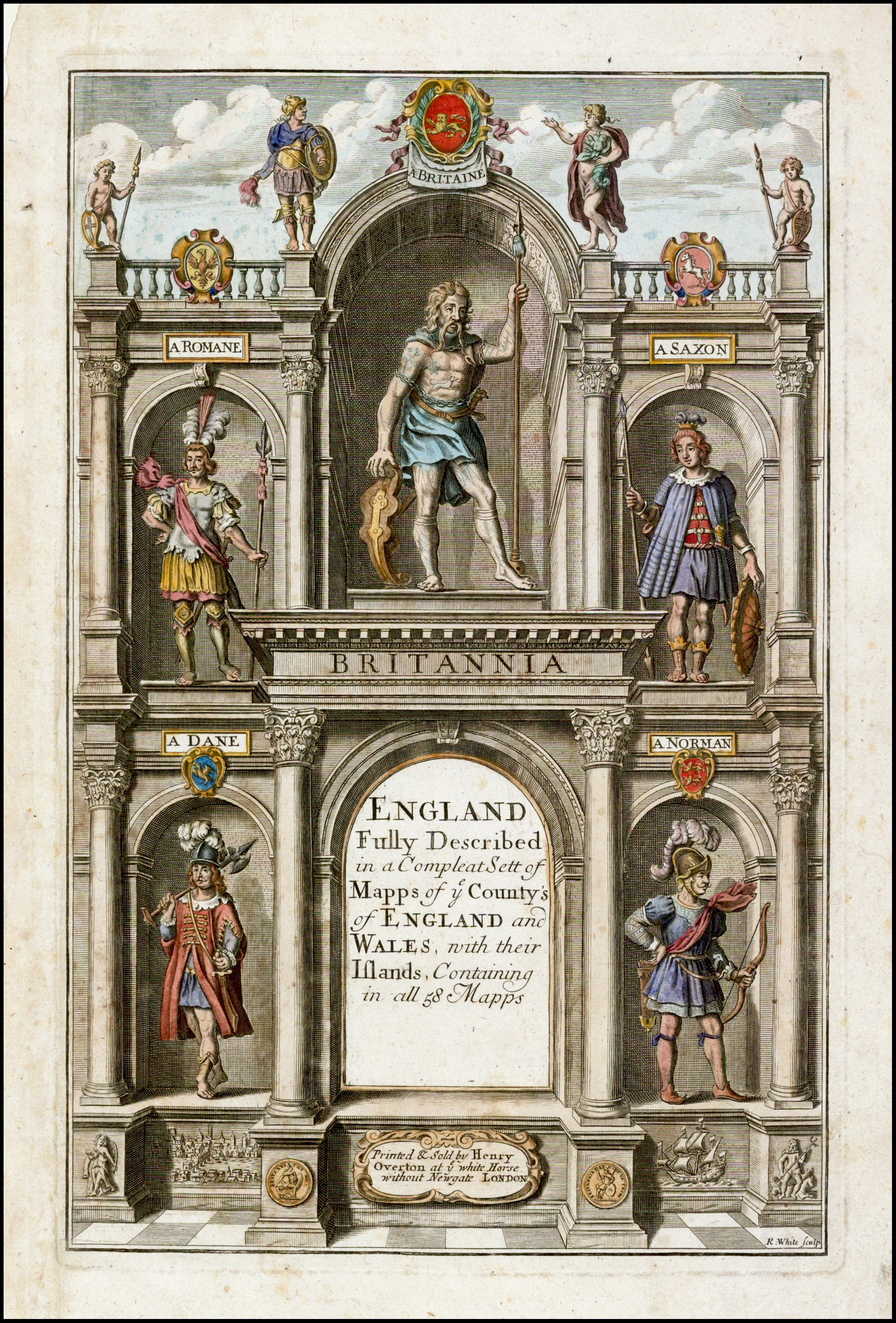
Titelpagina 1676